# Руфус, Милан
Милан Руфус (словац. Milan Rúfus, 10 декабря 1928, Заважна Поруба, Липтовски Микулаш — 11 января 2009, Братислава) — словацкий поэт, переводчик, эссеист. Заслуженный артист Чехословакии.

## Биография
Из семьи каменщика. Закончил Братиславский университет, с 1952 преподавал там на философском факультете. В 1966—1970 читал лекции в Неапольском университете. Автор книг для детей, переводчик Лермонтова, Есенина, Ибсена и др.

## Произведения

### Стихотворения
- 1956 — Až dozrieme
- 1966 — Chlapec
- 1968 — Zvony
- 1969 — Ľudia v horách
- 1972 — Stôl chudobných
- 1972 — Kolíska
- 1973 — Hľadanie obrazu
- 1974 — Chlapec maľuje dúhu
- 1974 — Kolíska spieva deťom
- 1977 — Hudba tvarov
- 1978 — Hora
- 1982 — Óda na radosť
- 1987 — Prísny chlieb
- 1992 — Neskorý autoportrét
- 1996 — Čítanie z údelu
- 1997 — Žalmy o nevinnej
- 1998 — Vážka
- 2000 — Jednoduchá až po korienky vlasov
- 2001 — Čas plachých otázok
- 2003 — Čakanka
- 2005 — Báseň a čas
- 2007 — Vernosť

### Эссе
- 1968 — Človek, čas a tvorba
- 1969 — Štyri epištoly k ľuďom
- 1974 — O literatúre
- 1978 — A čo je báseň
- 1996 — Epištoly staré a nové
- 1998 — Rozhovory so sebou a s tebou

### Публикации на русском языке
- Из современной чешской и словацкой поэзии. М.: Прогресс, 1975
- Чтение по ладони. СПб: Академический проект, 2000

## Признание
Лауреат многих национальных премий, среди которых — премия Министерства культуры за книгу стихов Поэт и время (2005). В 1991 выдвигался кандидатом на Нобелевскую премию. Произведения переведены на многие языки мира, включая китайский.
Награждён Орденом Людовита Штура I класса (1995) и Крестом Прибины I класса (2009).